# Bouba
Pour les articles ayant des titres homophones, voir Booba et Buba.
Pour les articles homonymes, voir Bouba le petit ourson et Effet bouba-kiki.
 (octobre 2024).
Si vous disposez d'ouvrages ou d'articles de référence ou si vous connaissez des sites web de qualité traitant du thème abordé ici, merci de compléter l'article en donnant les références utiles à sa vérifiabilité et en les liant à la section « Notes et références ».
Bouba (シートン動物記　くまの子ジャッキー, Seton Dōbutsuki Kuma no ko Jacky) est une série télévisée d'animation japonaise en 26 épisodes de 26 minutes créée par Nippon Animation et diffusée entre le 7 juin et le 6 décembre 1977 sur TV Asahi.  La série est basée sur une histoire d'Ernest Thompson Seton, Monarch, the Big Bear of Tallac (1904).
En France, la série a été diffusée à partir du 21 décembre 1981 sur FR3 dans l'émission FR3 Jeunesse, en 2003 sur France 5 dans l'émission Midi les Zouzous, et à partir du 12 septembre 2011 sur Tiji.
Depuis le 21 juillet 2015, l'anime est diffusé sur YouTube sur la chaine Studio100 KIDS Français.

## Synopsis
Cette série destinée aux jeunes enfants met en scène les aventures du petit ourson Bouba et de sa sœur Frisquette, qui ont été recueillis par Moy (un petit garçon amérindien) à la mort de leur mère Amandine.
L’action se situe à la fin du XIXe siècle, dans la Sierra Nevada, sur les flancs du mont Tallac. Amandine, « la reine de la montagne », est une ourse de taille monumentale respectée par les tribus indiennes. Au début de la série, elle sort d’hibernation avec ses jumeaux nouveau-nés, Bouba et Frisquette, qu’elle entreprend d’éduquer. Bouba s’éloigne un jour de sa mère et rencontre Moy ; l’enfant et l’ourson se prennent d’amitié. Amandine met cependant en garde ses petits contre les hommes, qu’elle présente comme les « animaux les plus dangereux de la forêt ».
M. Forestier, propriétaire du domaine, décide un jour d’organiser une battue pour abattre Amandine. Daklahoma, le père de Moy tente de protéger Amandine, mais il est contraint de la tuer, alors qu’elle était sur le point d’attaquer M. Forestier. Attristé d’avoir tué l’animal vénéré par sa tribu, Daklahoma recueille Bouba et Frisquette, et Moy et son amie Joy, la fille de M. Forestier, prennent soin des oursons.
Les oursons suscitent la convoitise de Bonamy, un trappeur sans scrupules, qui cherche à s’emparer d’eux pour les vendre. Il parvient, au terme de manigances qui iront jusqu’à mettre le feu à la cabane de Daklahoma, à vendre Bouba et Frisquette à un organisateur de combats d’animaux sauvages à Sacramento. Les ours s’échappent cependant et parviennent, après une longue marche, à revenir à leur montagne.

## Personnages principaux
- Amandine : maman ourse, mère de Bouba et Frisquette, de taille exceptionnelle. Elle est vénérée par les tribus indiennes locales qui voient en elle l’incarnation de l’Esprit de la montagne. Elle est abattue par Daklahoma alors qu’elle menaçait M. Forestier pour protéger ses oursons.
- Bouba : ourson brun, personnage éponyme. Il doit son nom à Moy qui l’a nommé ainsi en hommage à un grand chef de sa tribu. Il est de personnalité têtu et bagarreur. Il échappe de peu à la mort après qu’un aigle l’a emporté dans son nid.
- Frisquette : oursonne de couleur crème, sœur de Bouba. Elle doit son nom à Joy, qui l’a nommée du nom d’une de ses poupées. Elle est de personnalité craintive et prudente.
- Moy : jeune garçon indien qui adopte Bouba et Frisquette après la mort d’Amandine.
- Daklahoma : père de Moy. Il a quitté sa tribu des années auparavant pour élever son fils à la manière des « blancs », afin qu’il apprenne à lire, écrire et compter. Bien qu’il se soit éloigné de sa tribu, il respecte encore les croyances et traditions de son peuple. Il est très travailleur et loyal, et offre de travailler pour M. Forestier pour le dédommager de la destruction de sa cabane, bien qu’il n’en soit pas responsable.
- Joy : fillette rousse, fille de M. Forestier, qui nomme Frisquette du nom de l'une de ses poupées.
- Oncle Émile : vieux chercheur d’or, proche de Moy et de son père. Il a participé à la guerre de Sécession. Il fredonne constamment Oh My Darling, Clementine.
- M. Forestier : propriétaire du domaine, père de Joy.
- Bonamy : trappeur cruel, sans respect pour la nature et les animaux. Tout le monde le déteste, dans la région c'est le principal antagoniste de l'histoire
- Pedro et Paco : employés de M. Forestier et acolytes de Bonamy.

## Voix françaises

### 1erdoublage(1981)
- Francette Vernillat : Bouba
- Jane Val : Frisquette / Amandine
- Arlette Thomas : Moy
- Daniel Gall : Daklahoma
- Gérard Hernandez : L'oncle Émile / Pedro
- Amélie Morin : Joy
- Albert Augier : Bonami, le chasseur / le chef indien
- Georges Atlas : M. Forestier
- Serge Lhorca : Paco
- Francine Lainé : Hélène, la gouvernante de Joy / Mme Forestier
- Jacques Torrens : Cooks, l'employé de M. Forestier
- Claude Nicot : Narrateur

### 2ddoublage(2003)
Un second doublage a été enregistré en 2003. C'est avec celui-ci que la série a été rediffusée la même année sur France 5 et Tiji.
- Brigitte Lecordier : Bouba
- Chantal Macé : Frisquette / Joy
- Stéphanie Lafforgue : Moy / Mme Forestier
- Vincent Violette : Daklahoma
- Michel Tugot-Doris : Oncle Émile
- Vincent De Bouard : Bonami, le chasseur
- Anne-Marie Haudebourg : Amandine, la gouvernante des Forestier
- François Jaubert : Narrateur / M. Forestier / Nuage Blanc

## Fiche technique
- Réalisation : Yoshihirô Kuroda et Fumio Kurokawa
- Scénario : Ryuzo Nakanishi d'après le personnage d'Ernest Thompson Seton
- Création des personnages : Takao Ogawa, Yasuji Mori
- Décors : Kazue Itô

## Épisodes
1. Le début d'une amitié
2. La reine de la montagne
3. Bouba et Frisquette
4. Amandine se bat pour ses petits
5. Une fin tragique
6. Où est maman ?
7. Le courageux petit Bouba
8. Sauvé !
9. Comment élève-t-on des ours ?
10. Le poudrier
11. Une leçon douloureuse
12. Le piège de Bonamy
13. Un essaim d'abeilles
14. Pedro et Paco prennent des coups
15. Une excursion à la grande ville
16. Une grosse journée à Sacramento
17. Au feu !
18. Adieux douloureux
19. Mauvais temps pour Bouba et Frisquette
20. Un nouveau propriétaire
21. La fuite
22. Un retour aventureux
23. Le feu de forêt
24. Le premier hiver
25. Enfin le printemps !
26. Retrouvailles heureuses

## Version française
- La version française du générique est interprétée par Chantal Goya et fut écrite et composée par Jean-Jacques Debout en 1981. Bouba devait à l'origine s'appeler Jacky le petit ourson mais le nom déplaisait à Jean-Jacques Debout qui a demandé à Bruno Huchez la permission de changer le nom dans la version française.
- La version française commence avec un anachronisme : elle situe l'action « quelques années avant l'indépendance des États-Unis » dans la Sierra Nevada. L'indépendance des États-Unis fut proclamée en 1776, bien avant la conquête de l'Ouest (la Sierra Nevada, où se situe l'action de Bouba, ne sera atteinte par les colons qu’à la seconde moitié du XIXe siècle), la guerre de Sécession (1861-1865) à laquelle l'Oncle Émile a participé, et l'écriture de Oh my Darling Clementine (1883).